# Ekmaniopappus mikanioides
 Ekmaniopappus mikanioides  (Urb. & Ekman) Borhidi, 1992 è una specie di pianta angiosperma dicotiledone della famiglia delle Asteraceae (sottofamiglia Asteroideae).  Ekmaniopappus mikanioides è anche l'unica specie del genere  Ekmaniopappus  Borhidi, 1992.

## Etimologia
Il nome scientifico della specie è stato definito dai botanici Ignatz Urban (1848-1931), Erik Leonard Ekman (1883-1931) e Attila L. Borhidi (1932-) nella pubblicazione " Acta Botanica Hungarica. Budapest" (Acta Bot. Hung. 37(1–4): 111) del 1992. Il nome scientifico del genere è stato definito nella stessa pubblicazione.

## Descrizione
Habitus. Ekmaniopappus mikanioides ha un habitus di tipo subarbustivo lianoso. Le superfici delle piante possono essere sia glabre che pubescenti per peli semplici.
Radici. Le radici in genere sono secondarie da rizoma e possono essere fibrose. I rizomi sono striscianti o legnosi.
Fusto. La parte aerea è strisciante o lianosa; semplice o ramosa.
Foglie. Le foglie cauline, disposte in modo sia alternato che opposto, sono picciolate con forme della lamina più o meno ovata. I margini sono dentati o seghettati. La superficie inferiore è tomentosa.
Infiorescenza. Le sinflorescenze sono composte da più capolini organizzati in formazioni panicolate. Le infiorescenze vere e proprie sono formate da un capolino terminale o ascellare peduncolato di tipo radiato. Alla base dell'involucro (la struttura principale del capolino) può essere presente un calice formato da brattee fogliacee. I capolini sono formati da un involucro, con forme da cilindriche, composto da diverse brattee, al cui interno un ricettacolo fa da base ai fiori di due tipi: quelli esterni del raggio e quelli più interni del disco. Le brattee sono disposte in modo embricato di solito su una sola serie e possono essere connate alla base. Il ricettacolo è nudo (senza pagliette a protezione della base dei fiori); la forma è convessa e a volte è alveolato.
Fiori.  I fiori, pochi per capolino, sono tetra-ciclici (formati cioè da 4 verticilli: calice – corolla – androceo – gineceo) e pentameri (calice e corolla formati da 5 elementi). Sono inoltre ermafroditi, più precisamente i fiori del raggio (quelli ligulati e zigomorfi) sono femminili; mentre quelli del disco centrale (tubulosi e actinomorfi) sono bisessuali o a volte funzionalmente maschili.
- Formula fiorale:

*/x K {\displaystyle \infty }, [C (5), A (5)], G 2 (infero), achenio
- Calice: i sepali del calice sono ridotti ad una coroncina di squame.
- Corolla: nella parte inferiore i petali della corolla sono saldati insieme e formano un tubo. In particolare le corolle dei fiori del disco centrale (tubulosi) terminano con delle fauci dilatate a raggiera con cinque lobi. I lobi possono avere una forma da deltoide a triangolare-ovata. Nella corolla dei fiori periferici (ligulati) il tubo si trasforma in un prolungamento da nastriforme o ligulato a filiforme o allargato, terminante più o meno con cinque dentelli. Il colore delle corolle è giallo.
- Androceo: gli stami sono 5 con dei filamenti liberi. La parte basale del collare dei filamenti può essere dilatata. Le antere invece sono saldate fra di loro e formano un manicotto che circonda lo stilo. Le antere sono sagittate o anche minutamente auricolate; a volte sono presenti delle appendici apicali che possono avere varie forme (principalmente lanceolate). La struttura delle antere è di tipo tetrasporangiato, raramente sono bisporangiate. Il tessuto endoteciale è radiale o polarizzato. Il polline è tricolporato (tipo "helianthoid").[10]
- Gineceo: lo stilo è biforcato con due stigmi nella parte apicale. Gli stigmi sono troncati; possono avere un ciuffo di peli radicali o in posizione centrale; possono inoltre essere ricoperti da minute papille; altre volte i peli sono di tipo brevemente penicillato. Le superfici stigmatiche sono separate o parzialmente confluenti, oppure continue.  L'ovario è infero uniloculare formato da 2 carpelli.

Frutti. I frutti sono degli acheni con pappo. La forma degli acheni è ellittico-oblunga; la superficie è percorsa da 8 coste longitudinali e può essere glabra. Possono essere presenti delle ali o degli ispessimenti marginali. Non sempre il carpoforo è distinguibile. Il colore del frutto può essere nero o bruno. In alcuni casi gli acheni sono dimorfici. Il pappo è formato da numerose setole snelle.

## Biologia
Impollinazione: l'impollinazione avviene tramite insetti (impollinazione entomogama tramite farfalle diurne e notturne).
Riproduzione: la fecondazione avviene fondamentalmente tramite l'impollinazione dei fiori (vedi sopra).
Dispersione: i semi (gli acheni) cadendo a terra sono successivamente dispersi soprattutto da insetti tipo formiche (disseminazione mirmecoria). In questo tipo di piante avviene anche un altro tipo di dispersione: zoocoria. Infatti gli uncini delle brattee dell'involucro (se presenti) si agganciano ai peli degli animali di passaggio disperdendo così anche su lunghe distanze i semi della pianta. Inoltre per merito del pappo il vento può trasportare i semi anche a distanza di alcuni chilometri (disseminazione anemocora).

## Distribuzione e habitat
La specie di questa voce è distribuita nella Repubblica Dominicana e Haiti.

## Tassonomia
La famiglia di appartenenza di questa voce (Asteraceae o Compositae, nomen conservandum) probabilmente originaria del Sud America, è la più numerosa del mondo vegetale, comprende oltre 23.000 specie distribuite su 1.535 generi, oppure 22.750 specie e 1.530 generi secondo altre fonti (una delle checklist più aggiornata elenca fino a 1.679 generi). La famiglia attualmente (2021) è divisa in 16 sottofamiglie; la sottofamiglia Asteroideae è una di queste e rappresenta l'evoluzione più recente di tutta la famiglia.

### Filogenesi
Il genere di questa voce appartiene alla sottotribù Senecioninae della tribù Senecioneae (una delle 21 tribù della sottofamiglia Asteroideae). In base ai dati filogenetici la sottotribù, all'interno della tribù, occupa il "core" della tribù e insieme alla sottotribù Othonninae forma un "gruppo fratello".
I seguenti caratteri sono indicativi per la sottotribù:
- il portamento è molto vario (erbe, arbusti, liane, epifite, alberelli o alberi);
- le foglie sono sia basali che cauline disposte in modo alternato;
- sono presenti capolini sia radiati, disciformi o discoidi;
- le antere sono tetrasporangiate, raramente bisporangiate.

La struttura della sottotribù è molto complessa e articolata (è la più numerosa della tribù con oltre 1.200 specie distribuite su un centinaio di generi) e al suo interno sono raccolti molti sottogruppi caratteristici le cui analisi sono ancora da completare.
Il genere di questa voce è collegato ai seguenti generi: Mattfeldia, Zemisia e Nesampelos i quali formano un clade (clade A) vicino al "core" della sottotribù, ossia la loro filogenesi è la più recente nell'ambito delle "Senecioninae". Questi generi hanno una comune origine nell'America centrale e in particolare nell'area delle Indie occidentali (a parte Zemisia con una distribuzione più ampia anche sul continente). Associati a questo gruppo sono altri due generi, Herodotia e Elekmania, entrambi originari dell'isola di Hispaniola e il "Senecio stigophlebius Group". "Gruppo fratello" di questo clade è un altro clade (B) formato dai generi Leonis, Antillanthus, Lundinia e Oldfeltia, un endemismo cubano. Ekmaniopappus insieme a Nesampelos formano un  "Gruppo fratello", e sono il "core" del clade A. Il seguente cladogramma mostra una possibile configurazione filogenetica di questo gruppo di generi (la politomia del ramo principale del cladogramma è dovuto alla scarsità di dati attualmente in possesso).
|  | Zemisia                                                      |
|  |                                                              |
|  | \| \| Ekmaniopappus \| \| \| \| \| \| Nesampelos \| \| \| \| |
|  |                                                              |
|  | Ekmaniopappus                                                |
|  |                                                              |
|  | Nesampelos                                                   |
|  |                                                              |

|  | Ekmaniopappus |
|  |               |
|  | Nesampelos    |
|  |               |

|  | Zemisia                                                      |
|  |                                                              |
|  | \| \| Ekmaniopappus \| \| \| \| \| \| Nesampelos \| \| \| \| |
|  |                                                              |
|  | Ekmaniopappus                                                |
|  |                                                              |
|  | Nesampelos                                                   |
|  |                                                              |

|  | Ekmaniopappus |
|  |               |
|  | Nesampelos    |
|  |               |

|  | Zemisia                                                      |
|  |                                                              |
|  | \| \| Ekmaniopappus \| \| \| \| \| \| Nesampelos \| \| \| \| |
|  |                                                              |
|  | Ekmaniopappus                                                |
|  |                                                              |
|  | Nesampelos                                                   |
|  |                                                              |

|  | Ekmaniopappus |
|  |               |
|  | Nesampelos    |
|  |               |

|  | Zemisia                                                      |
|  |                                                              |
|  | \| \| Ekmaniopappus \| \| \| \| \| \| Nesampelos \| \| \| \| |
|  |                                                              |
|  | Ekmaniopappus                                                |
|  |                                                              |
|  | Nesampelos                                                   |
|  |                                                              |

|  | Ekmaniopappus |
|  |               |
|  | Nesampelos    |
|  |               |

I caratteri distintivi per la specie  Ekmaniopappus mikanioides sono:
- il portamento di questa specie è lianoso e arbustivo;
- il margine delle foglie è seghettato;
- la forma del capolino è turbinato-obconico con pochi fiori;
- si tratta di un endemismo dell'isola di Hispaniola.

### Sinonimi
Sono elencati alcuni sinonimi per questa entità:
- Herodotia mikanioides Urb. & Ekman, 1926